# إيلي آرون كوهن
إيلي آرون كوهن (بالهولندية: Elie Aron Cohen)‏ هو طبيب هولندي، ولد في 16 يوليو 1909، وتوفي في 22 أكتوبر 1993.